# Маланка
Мала́нка (Меланка, Меланки, Маланія) — українське народне і церковне свято, вечір напередодні Нового року та дня святого Василія Великого; новорічний обряд з традиційним переодяганням у тварин і фольклорних персонажів; учасник цього обряду; «переддень Нового Року». 
Святкування Маланки походить від стародавнього, ймовірно, дохристиянського звичаю. Меланка-Вода приходить на щедрий вечір разом із Василем-Місяцем сповістити господарів про наступні урочистості та справити гостини, які в народі так і називають — гостини Меланки. В українській народній традиції дохристиянський та християнський обряди об'єдналися у свято Меланки.
У XXI столітті святкування Маланки, в автентичному вигляді, збереглося переважно у селах Галичини, Буковини та Поділля. В інших регіонах України в цей день святкують Щедрий вечір (Ще́дра кутя́ або Василів вечір). У ряді західних регіонів України, зокрема, на Галичині Щедрим (Другим Святим вечором) називають вечір напередодні Водохреща (в решті України цей вечір знано як Голодна кутя).
26 грудня 2023 року Міністерство культури та стратегічних комунікацій України схвалило рішення про включення «Традиції Щедрого вечора в Україні» до національного переліку елементів нематеріальної культурної спадщини України з подальшою метою для включення елементу до світового списку ЮНЕСКО.

## Опис

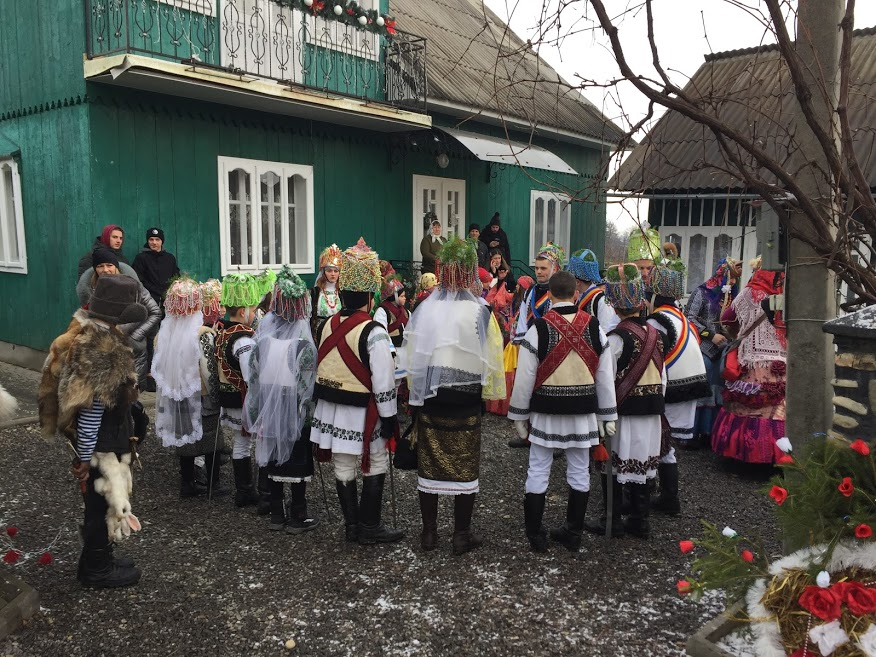
Красноїльська Маланка. Буковина. 2021 рік

«Починаючи від Святого Вечора і закінчуючи „Водохрещами“, в селах та містах помітне особливе пожвавлення. То тут то там „колядують“ або „щедрують“, раніше ходили з „вертепом“, а тепер більше „зі звіздою“; в селах водять по вулицях „перебраних“ і це дійство відомо під назвою „водити козу“, яка під Новий рік змінюється „маланкою“ (31 грудня — пр. Маланії). В деяких будинках влаштовуються ялинки. Маланка під Новий рік також цілу ніч водиться по вулицях, скаче та пританцьовує під пісні або музику. Але пісні тоді співаються особливі, відомі під назвою „щедрівок“, бо в цих піснях бажають господареві „щедрого“ року на все, що є в господарстві. Щедрують зазвичай парубки, а дівчата рідше. Інколи наступного дня зранку „маланка“ ходить посівати. Її просять в хаті присісти на лавку, примовляючи: „Сядь же у нас та посидь, щоб у нас усе добро сідало: кури, гуси, качки, рої та старости“»— «Подільські єпархіальні вісті», 1887 р.

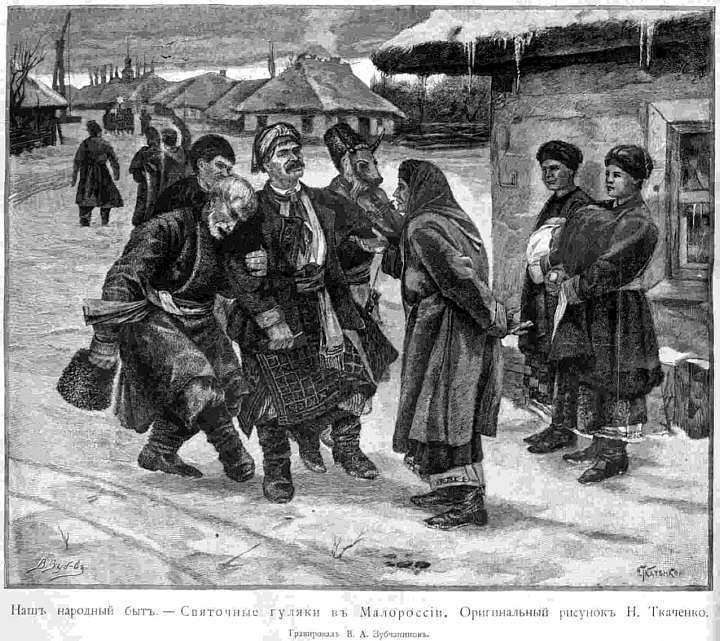
Обряд Водіння Маланки в Україні, 1894

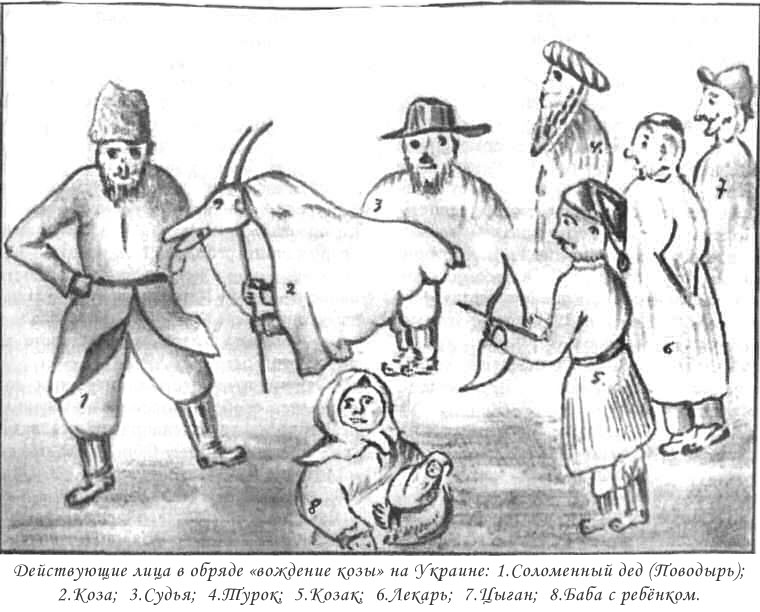
Обряд Водіння кози, 1926

Свято Маланки справляють напередодні Нового року (31 грудня за григоріанським, 13 січня за юліанським календарями — день преподобної Меланії, звідки й походить назва свята).
У деяких селах Вінниччини в цей день готують традиційну святкову страву кров'янку, яку ще називають «маланкою». Також випікають спеціальні хліби «Маланку» та «Василя».
«31 грудня на меланки, тобто на день св. Меланії в переддень Нового року, кожна господиня приготовляє „книші“, пироги, ковбаси, начинені гречаною кашею, і вареники. Цей вечір називають багатим або „щедрим“.»
На свято Маланки молодь (у масках або без них) усю ніч щедрує, ходить із «козою», водить переодягненого на Маланку парубка. Традиційні персонажі — «баба» Маланка та «дід» Василь.
У давнину святкове переодягання виконувало важливі релігійно-магічні функції, але з часом цей звичай перетворився на веселу розвагу, маскарад.
В Маланці нерідко використовують сучасні мотиви й персонажі (вояки, лікарі та ін.)
На Тернопіллі Маланку під назвою Маланія проводять щорічно в селі Горошова Борщівського району та інших селах над Дністром.
На Буковині Маланку називають «Переберія». Свято закінчується купанням у річці.
Звичай Меланки яскраво відображений у драмі М. Старицького «Ой не ходи, Грицю, та й на вечорниці».
Парні святочні фольклорні постаті Маланки (Меланки, Миланки) і Василя зберегли образи Малуші та її сина Володимира Святославовича (у хрещенні — Василя). У церковному календарі день преподобної Меланії римлянки завершує річне коло, а день св. Василя Великого його починає. Ця календарна обставина зблизила в народній уяві Меланію і Василія, перетворивши їх у стійку фольклорну пару, зберігши не тільки згадки про реальних історичних персонажів, а й цілий ряд деталей, що показують правові норми X ст. і характеризують тодішній побут.

## Міф про Меланку (Миланку)
За стародавнім міфом окрім сина у всеєдиного Лада, вірного побратима бога Місяця, була ще донька, яку всі називали Миланкою, бо вона була така мила й чарівна.
Одного разу коли князь-Місяць був на полюванні, лютий змій викрав із срібного терема Миланку й запроторив у підземне царство. Визволив її славний витязь Безпальчик-Васильчик і з нею одружився. Ось чому на Щедрий Вечір ще святкують Василя, у жертву приносять свиню, яка вважається місячною твариною, а Васильчик став покровителем цих тварин. Тому, за народними звичаями, на Меланку готували свинячі нутрощі, по них ворожили, який буде врожай, а зі свинячих ніжок варили «дриглю», щоб у людей не боліли ноги. Вшановували Меланку-Миланку за якомога багатшими столами, бо то є продовження Щедрого Вечора з усіма його добрими богами і душами предків.

## Дослідження обряду Маланки
Обходи «Василя і Маланки», перебраною, замаскованою молодіжжю, що представляє князя і княгиню («Василя і Маланку»), діда і бабу, цигана і циганку, жида і жандаря і т. і., іноді водить козу і при тім «щедрує», співає щедрівки, — виявляють теж мішання різних верств: свійських, романсько-балканських, старих християнських і пізніших скомороських і школярських, котре я одмітив вище. На них не будемо тут спинятись; мотиви щедрівчані часто повторяють мотиви колядок, і щедрування просто служить продовженням коляди — «докінчують коляду». Грушевський М. С.
«При цьому парубки маскуються, хто ведмедем, хто бабою, і взагалі, хто чим придумає. В їхньому гурті повинен бути один перебраний на Маланку».
Павло Чубинський вказує на поширення традицій Маланки в Ушицькому повіті, Яків Головацький згадує про традиції Маланки в Галичині, вказуючи, що поряд з Маланкою ходять інші перебрані: дід, коза, ведмідь, які тягають за собою плуга. В «Подільських відомостях» описується, що з Маланкою ходили щедрувати, Маланка як танок, а також на Новий рік Маланка ходила засівати. Анатоль Свидницький описуючи Маланку в Подільській губернії, вказував на такі персонажі дійства: дід, коза, циган, кінь, фельдшер, козак. Василь Милорадович описав дійство Маланки в Лубенському повіті, Полтавської губернії. Він подає таких персонажів: хлопця, перебраного на Маланку, діда, хлопця та солдатів, такі персонажі, як циган і коза, відсутні. Дійство відбувалося перед Новим роком — 31 грудня.
Оскар Кольберг, описуючи Маланку, пише, що молоді хлопці перебиралися на Маланку, Василька та діда. Дід мав горб на плечах, у руках палицю, підперезаний солом'яним паском, а при боці мав дерев'яну шаблю.
А. Н. Веселовський так описує звичай Маланки в галицьких русинів. Увечері хлопці перебираються дідом, циганом, водять із собою ведмедя, козу, журавля і ходять із плугом по хатах. Замість плуга хлопці тягають чепіги (задня частина плуга без заліза). Вони влаштовують різні жарти, співають пісні про Маланку та танцюють. Між хлопцями знаходиться також хлопець, перевдягнений на Маланку. Інколи хлопці заходять у хату з чепігами та показують ніби орють ниву та засівають зерном. У румунів напередодні Нового року також ходять по хатах із побажанням нового року та співають пісню «плужок» (Plugul, Plugusorul), при цьому грають на флейті, дзвонять дзвіночками та грають на інструменті, названим «бик» (buhaiu, bou, touru). Вони також тягнуть із собою справжній або іграшковий плуг, прикрашений квітами та різноманітними стрічками. Румунський Брезай, одягнутий у плащ, прикрашений різноманітними різнокольоровими стрічками, квітами, клаптиками тканини. Його голова замаскована маскою якоїсь тварини: кози, козла, вовка або птаха: півня, павича, журавля. Брезай грає на скрипці та в такт стукає рухомими щелепами або дзьобом. Румунському Брезаю відповідає русинський Береза (Вайда, Ватаг), який керує колядою та по закінченню колядки віншує господаря. Веселовський також указує на схожість українських та румунських колядок.
Звичай Маланки описав (1911—1912 рр.) Б. М. Яцемірський в Ушицькому повіті, Подільської губернії. До дійства Маланки входили: хлопець, перевдягнений Маланкою, з лицем, вимащеним сажею, дід, коза, жиди, циган, смерть, москалі, фельдшер, іноді осідлана кобилка. Дід був одягнений у кожусі, шапці та масці на лиці, власної роботи. Жиди в типових строях, один із них вів козу. Хлопець у вивернутому кожусі був козою з дерев'яною головою кози, він повзав рачки. Циган — хлопець в лахмітті з лицем, вимащеним сажею. Смерть — хлопець, одягнутий в довгу білу жіночу сорочку, в масці, вимащеною милом із дерев'яною косою у руці. Москалі — хлопці в солдатській формі, один із них був фельдшером. В с. Лука-Немирівська, Брацлавського повіту, звичай Маланки називали також і Щедрівка. Час був той самий, що й в Ушицькому повіті — на Новий рік із 31 грудня та 1 січня. Маски робилися з липової кори та називалися «діди». Маски виготовлялися таким чином, що вирізали отвори для очей, рота та носа і причіплялися борода й вуса з «прядива» або овечої шерсті. Крім дідів були ще й діди-цигани з обличчям, вимащеним сажею, одягненими в лахміття та з причепленим до пояса посудом. Коза була вдягнена так, як описано в Ушицькому повіті. Єдиний жіночий персонаж був — Маланка. Керував дійством Урядник — хлопець, одягнений у поліційну форму.
В Бабчинцях, Ямпільського повіту, Маланка ходила в той самий час — із 31 грудня на 1 січня. Костюми були різноманітні: дід та Маланка, генерал та генеральша (одягнена в європейський одяг), циган та циганка, інколи водили ведмедя — хлопець, з ніг до голови обв'язаний гороховою соломою. Ведмедя водив циган. В с. Марківка, Ямпільського повіту, персонажі були такі: дід, чиган, чиганка, коза, москаль, «міхоноша» — хлопець переодягнений бабою, що збирав гроші. Окрім перебраних з ними ходили також хлопці зі «звіздою» та співали пісень про Маланку. 1 січня перебрані ходили з палками вулицями, жартували та лякали перехожих. У Бершаді, Ольгопольського повіту, були ті самі персонажі дійства: дід, коза, Маланка. Напередодні Нового року вони ходили по хатах і щедрували.
Маланка була й в Бессарабії, зокрема в Хотинському повіті. Тут Маланка, на відміну від зазначених місцевостей, ходила 6 січня, сама Маланка була одягнена в європейський одяг, а маски на персонажах були куплені. Персонажі були ті ж: дід, коза, Маланка, жиди, циган. Святкували Маланку також у Кельменцях, Хотинського повіту. Маланкою тут був хлопець, переодягнений у традиційний буковинський стрій (ручник із керпою на голові, спідницю), дід ходив у манті. Окрім того, було два козаки, два цигани, два жиди, а також турки (чого не було в інших місцевостях). Ця переберія ходила 31 грудня.
31 грудня неодружені парубки та окремо дівчата, подібно до колядування, ходили щедрувати. Після щедрівки промовляли: «Будьте здорові, з багатим вечором, з Маланкою». Вечір перед Новим роком називався багатим вечором. За колядування або щедрування давали хліби або гроші. Зібране продавали й гроші віддавали на церкву або платили за них музикантам та святкували. 1 січня хлопчики ходили по хатах посівати, в кінці промовляли: «Будьте здорові, з Новим роком і з Василем». Хлопчикам давали дрібні гроші або невеликий хліб — паляницю.

## Дійство на Маланки
Дійові особи: Маланка, Василько, Король-Місяць, Дід-Змій, поїзд Маланки складали плугарі та мисливці.

Відомий український письменник другої половини XIX ст. Юрій Федькович зробив опис Маланки на Буковинській Гуцульщині:
«Котра найкраща й найчесніща дівчина перебирала ся за Маланку. Один парубок за Василя (Чильчика), другий за короля (Місяця), а третій за Діда-Змия з білов та довгов бородов. Маланка мала зірку (звізду) на чолі, була прибрана у самі цвіти і мала з собов три подружечки з рожевими деревцями, котрі подібно, як она сама, були прибрані. Василь (Чильчик) був перебраний за ратая (оратаря), с чепигами або з серпом у руках; а Король з новим місяцем на чолі, а яко мисливець з сагайдаком і луком. Решта ледінів була то за плугатарів, то за мисливців перебрана; плугатарі водили з собов вола або барана, мисливці оленя або сокола, а Змий-дід, нарешті, убраний у буйволову шкіру і оперезаний гадюками, водив з собов тура або цапа, мав велику косу у руці і три гробарі з рускалями за поплічників. Так ходила Маланка хата від хати.

Дружина співала за музиков маланочної коляди, а сама маланка походжала по хаті та поралась яко домаха, але робила кожду роботу встріть… Але не вело се ся так, як тепер ведет ся, що приберут якого небуть свистуна-збиточника на маланку і водят ся з нев пяні хата від хата, аби господареви збитки зробити…»
Юрій Федькович зауважує, що маланочна коляда є найкращою, що лишилася від праотців, зазначає, що «у вісім день по празднику Ко-Ладі святкували они і праздник Маланки, перебравши одну дівчину за Маланку, одного парубка за Чильчика, другого за Місяця, третього за Змия-діда „з зелізною бородою“, а решту дівчат і парубків за поїзд Маланки, Чильчика, Місяця і Змия, і ходили так хата від хати»
Ти Місяцю, ти Королю,
Красна Маланка є с тобою ;
І с тобою і з собою —
Ясная зоря над головою.
Викрадення Маланки Змієм-Дідом
Ой та горе!
Наша Маланка зарученая,
Долів водою вінчик пускала,
На камінчику ножечки мила,
Біль-рантушечок тай замочила.
Гой повій вітре ти із Поділя,
Висуши рантух ти як біль білий !
Гой повій вітре та буйнесенький,
Висуши рантух та й тонесенький !
А у неділю, та дуже рано,
Море заруло, море заграло,
Бо на дні моря, на руслі моря,
Змий-царь поганий, Змий-царя двори.
А у тих дворах сімсот теремів,
А в тих тереміх Змий-царь студений,
А в него слуг три — три буйні вітри,
Три вітри бурі, три чорні тури.
Повійте вітри та кидки д' горі,
Звійте Маланку до мене в море !
Бо та Маланка зарученая,
Гой до сердечка мого пристала !
Розмова Короля-Місяця зі Змієм
Гой ви тури!
Гой а учера, та дуже рано,
В золоті труби славно заграно ;
Ой гоня тура с темного .дуга: Велесилчика вірнії слуги.
Гой ти Місяцю, гой ти Королю,
Не гони тури та по діброві !
Бо в мене тури та дорогії,
Все по чотири та золотії.
Поганий царю з русла ти моря,
В неділю рано тебе поборю,
А в твоїх кривіх руки умию,
А свойов славов всю землю вкрию.
Гой а учера, та дуже рано,
Золоті труби славно заграли,
Славно заграли, в світ знати дали,
Славні два царі до міри стали.

## Цікаві факти

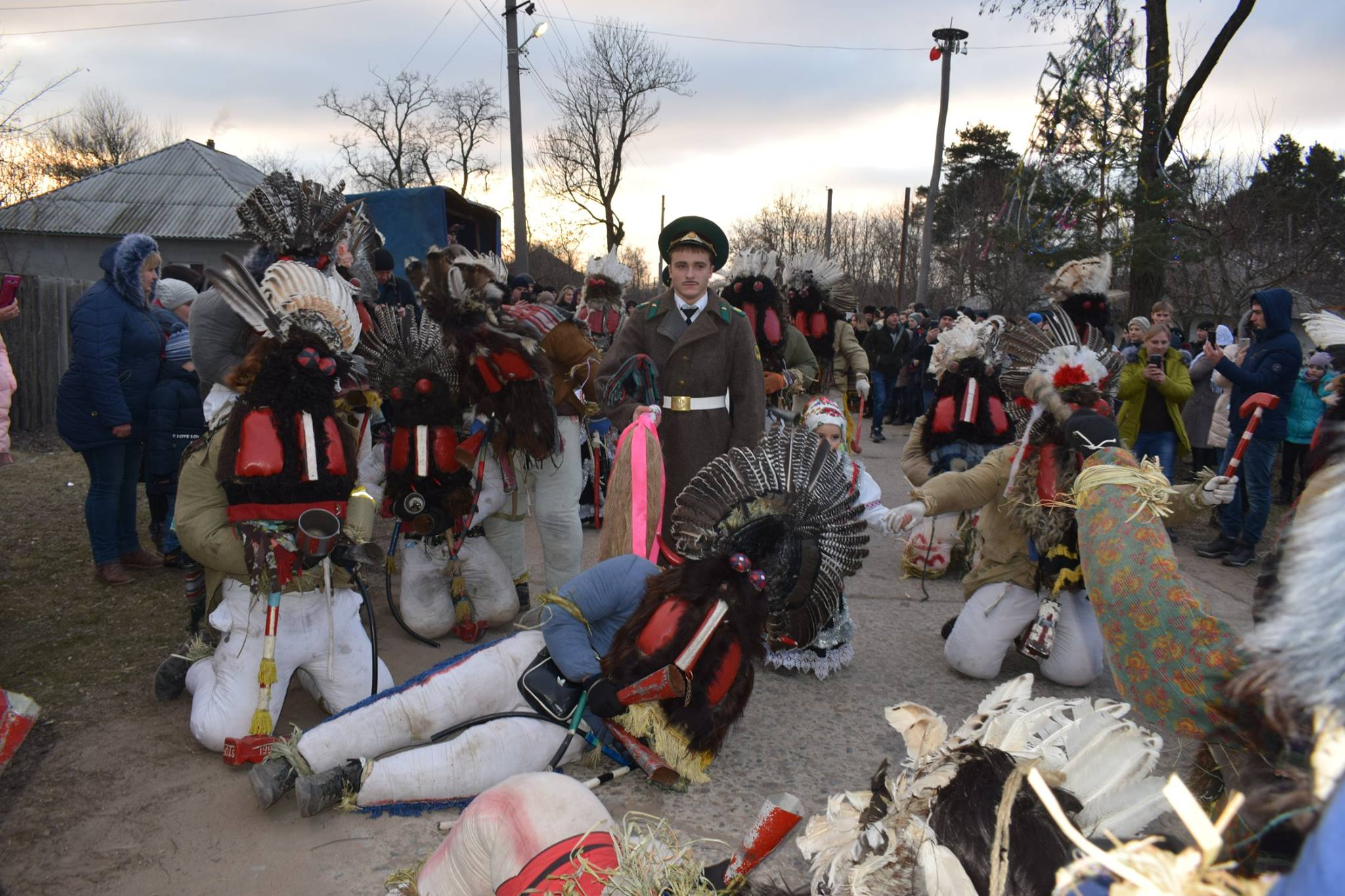
Дідки (Осичківська Маланка)

Корінь «мелан», тобто «чорний», був одною з характерних ознак хтонічного стану Діоніса. Це наймення носила величезна кількість діонісійських героїв: Мелан, Меланіс, Меланія, Мелантея, Меланіпп, Меланфо, Меланфій тощо.
У селі Осички на Одещині збереглася оригінальна версія маланки Дідки.

## Святкування
Зранку цього дня починають готувати другу обрядову кутю — щедру. На відміну від багатої, щедру кутю можна заправляти скоромниною. Як і на багатий вечір, щедру кутю також ставлять на покуті. Крім того, господині печуть млинці, готують пироги та вареники з сиром, щоб обдаровувати щедрувальників та посівальників.
Стравам приділяється дуже важлива роль: вважається, що чим більше розмаїття на столі в цей день, тим щедрішим буде наступний рік. Страви мають бути дуже ситні, але, наприклад, готувати рибу — погана прикмета, адже з дому може «уплити» щастя. А от страви зі свинини готуються обов'язково, оскільки саме ця тварина символізує достаток в домі. Традиційно зі свинини готують холодець, кров'янку, ковбаси, верещаку, сало, фарширують цілою тощо.
Звечора і до півночі щедрувальники обходять оселі. За давньою традицією, новорічні обходи маланкарів, як і різдвяних колядників, відбуваються після заходу Сонця, тобто тоді, коли володарює усяка нечиста сила. Дівчата-підлітки поодинці чи гуртом оббігають сусідів, щоб защедрувати.
На Меланки ходять також і парубоцькі гурти. Вони називаються «водити Меланку». Хлопці в масках висловлюють добрі побажання, веселять піснями, танцями, жартівливими сценками. Один із них, зазвичай, перевдягнений у жіноче вбрання і його називають Меланкою.
За давнім звичаєм перебрані, закінчивши ритуальний обхід, уранці йшли на роздоріжжя палити «Діда», або «Дідуха» — снопи соломи, що стояли на покуті від Святого вечора до Нового року, потім стрибали через багаття. Це мало очистити від спілкування з нечистою силою.
А наступного дня, коли починає світати, йдуть посівати зерном. Зерно беруть у рукавицю або в торбину. Спочатку йдуть до хрещених батьків та інших родичів і близьких. Зайшовши до хати, посівальник сіє зерном і вітає всіх з Новим роком:
 Сію, вію, посіваю, з Новим роком поздоровляю! 

 На щастя, на здоров'я та на Новий рік, 

 Щоб уродило краще, ніж торік —

 Жито, пшениця і всяка пашниця,

 Коноплі під стелю на велику куделю.

 Будьте здорові, з Новим роком та з Василем!

 Дай, Боже!
Перший посівальник на Новий рік приносить до хати щастя. За народним віруванням, дівчата щастя не приносять — тільки хлопці, а тому посівати дівчатам не годиться.

## Вірування та ворожіння
З щедрою кутею пов'язано багато побутових обрядів. Так, щоб залагодити якийсь конфлікт, сусіди йшли один до одного миритися, аби «Новий рік зустріти в мирі і злагоді». Хлопці, котрі перед цим «отримали гарбуза», вдруге засилали сватів з надією на згоду.
Ввечері цього дня дівчата ворожать.
За давнім звичаєм, коли дівчата починали ворожити, парубки викрадали в них вдома ворота або хвіртки, хоч би як не стерегли господарі. Щоб повернути втрату, батько дівчини мусив ставити могорич.
У різних районах України існують свої форми ворожіння. Ось деякі з них:
- виходять на вулицю, і яка тварина зустрінеться першою — таким і буде суджений: якщо пес, то лихим, а життя собачим; вівця — тихим і сумирним тощо;
- біля воріт насипають три купки зерна, а вранці перевіряють: якщо нечіпане, то сімейне життя буде щасливим, і навпаки;
- кладуть під подушку гребінця і, лягаючи спати, промовляють: «Суджений-ряджений, розчеши мені голову!». Хто присниться, з тим і випаде одружитись;
- або перед сном кладуть у тарілку з водою кілька цурпалків з віника, приказуючи: «Суджений-ряджений, перевези через місток». Якщо вранці цурпалка пристала до вінця, то дівчина побереться з тим, хто їй наснився.

## Прикмети
Окрім ворожіння, в ніч на Старий Новий рік люди намагалися завбачувати прикмети. Ось деякі з них:
- якщо ніч проти Нового року тиха і ясна, буде щасливий рік не тільки для людей, а й для худоби;
- якщо сонце високо зійде, увесь рік буде щасливим, а особливо добрим буде врожай садовини;
- якщо іній рясно вкриває всі дерева, буде врожай на зернові та гарний медозбір;
- якщо падає м'який сніг — на врожай, а коли тепло, то літо буде дощовим;
- який перший день у Новому році, то й рік буде такий;
- якщо на Меланії відлига, то чекати теплого літа.

## Щедрівки
| Щедрик ведрик, Дайте вареник, Грудочку кашки, Кільце ковбаски, Ще того мало - Дайте ще сала; Ще того трішки - дайте лемішки; (Або) дайте ковбасу, (Я до) дому понесу, (А) як дасте кишку, То з'їм в затишку! | Ой сивая та і зозулечка. Щедрий вечір, добрий вечір, Добрим людям на здоров'я! Усі сади та і облітала, Щедрий вечір, добрий вечір, Добрим людям на здоров'я! А в одному та і не бувала. Щедрий вечір, добрий вечір, Добрим людям на здоров'я! А в тім саду три тереми: Щедрий вечір, добрий вечір, Добрим людям на здоров'я! У першому - красне сонце, Щедрий вечір, добрий вечір, Добрим людям на здоров'я! У другому - ясен місяць, Щедрий вечір, добрий вечір, Добрим людям на здоров'я! А в третьому - дрібні зірки, Щедрий вечір, добрий вечір, Добрим людям на здоров'я! Ясен місяць - пан господар, Щедрий вечір, добрий вечір, Добрим людям на здоров'я! Красне сонце - жона його, Щедрий вечір, добрий вечір, Добрим людям на здоров'я! Дрібні зірки - його дітки, Щедрий вечір, добрий вечір, Добрим людям на здоров'я! |

### Щедрик, щедрик, щедрівочка
| Щедрик-щедрик-щедрівочка Прилетіла Ластівочка Стала собі щебетати Господаря викликати Вийди-вийди Господарю Подивися на Кошару Там Овечки покотились А Ягнички народились В Тебе Товар весь хороший Будеш мати мірку грошей Хоч не гроші то полова В Тебе Жінка чорноброва Щедрик-щедрик-щедрівочка Прилетіла Ластівочка | Прилетіла Ластівочка \| (2) А як сіла на Край Хати Тай начала щебетати \| (2) Тай начала щебетати Господаря викликати \| (2) Вийди-вийди Господарю Подивися на Кошару \| (2) Там Ягнички покотилися Баранчики породилися \| (2) А Ягнички-Каплавушки Дівкам-Хлопцям на кожушки \| (2) Баранчики Круторогі Вибрикують на Оборі \| (2) Ой Хазяїну-Хазяїночку А в (У) Вашій Хаті як у Віночку \| (2) А в (У) Вас у Хаті як у Віночку Висить Рушник на Кілочку \| (2) А Ваш Товар весь хороший Будете мати мірку грошей \| (2) Як не грошей то полови В Вашої Жінки чорнії брови \| (2) Щедрий Вечір Добрий Вечір Добрим людям на Весь-Вечір \| (2) Добрий Вечір ! |

### На щастя, на здоров'я
На щастя, на здоров'я, на нове літо!

 Роди, Боже, жито й пшеницю й всяку пашницю.

 Та будьте здорові і з Новим Роком і з Василем!